# Tetragonilla atripes
Tetragonilla atripes är en biart som först beskrevs av Smith 1857.  Tetragonilla atripes ingår i släktet Tetragonilla, och familjen långtungebin. Inga underarter finns listade.

## Utseende
Ett tämligen litet bi, med en kroppslängd (för arbetaren) på drygt 5 mm. Färgen är ljust rödgul, vingarna rödbruna samt mellan- och bakbenen svarta.

## Ekologi
Släktet Tetragonilla tillhör de gaddlösa bina, ett tribus (Meliponini) av sociala bin som saknar fungerande gadd. De har dock kraftiga käkar, och kan bitas ordentligt. Boet skyddas aggressivt av arbetarna.

## Utbredning
Tetragonilla atripes är en sydöstasiatisk art som påträffats i Indonesien, Myanmar, Singapore och Thailand.